# لودفيغ نورمان
لودفيغ نورمان (بالسويدية: Fredrik Wilhelm Ludvig Norman)‏ هو موزع وعازف بيانو وملحن سويدي، ولد في 28 أغسطس 1831 في ستوكهولم في السويد، وتوفي بنفس المكان في 28 مارس 1885.

## وصلات خارجية
- لودفيغ نورمان على موقع ميوزك برينز (الإنجليزية)